# Матийко, Александр Васильевич
Александр Васильевич Матийко (укр. Олександр Васильович Матійко; род. 18 октября 1950, Красноярск) — украинский художник, Заслуженный деятель искусств Украины.

## Биография
Родился 18 октября 1950 года в городе Красноярске, СССР.
Окончил Одесское государственное художественное училище имени М. Б. Грекова в 1978 г., живописно-педагогическое отделение, педагоги по специальности — В. Шум, С. И. Лукин.
Также окончил Киевский национальный университет культуры и искусства по специальности «график, дизайнер» (2007). 
Творческая деятельность началась в 1971 году. Член Национального союза Художников Украины (с 1986).
В 1980-е годы возглавлял художественно-производственный комбинат при союзе художников СССР на должности главного художника. 
С 1985 по 1987 гг. — главный художник г. Николаева.
Указом президента Украины от 24 августа 2013 года присвоено звание «Заслуженный деятель искусств Украины». В 2015 году — присвоено ученое звание «Доцент НУК».
С 1999 года преподаёт в Национальном университете кораблестроения им. адмирала Макарова. С 2019 г. возглавляет кафедру дизайна НУК. Преподает курсы: «Живопись», «Рисунок», «Макетирование», «Декоративные материалы». Научно-исследовательская работа связана с изучением современных тенденций и направлений живописи. Имеет более 20 публикаций научного и учебно-методического характера, издается в профессиональных художественных каталогах и журналах Национального союза художников Украины.
За свою работу неоднократно был награждён почетными грамотами от исполкома Николаевского областного совета, Николаевской областной государственной администрации. В 2011 году награждён Почётным дипломом Национальной академии искусств Украины. Лауреат областной премии имени Н. Аркаса (2010).

### Выставки, коллекции
Работы художника находятся в частных коллекциях США, Германии, Бельгии, Нидерландов, Франции, Израиля, в собственности Министерства культуры Украины.
Также в Николаевском областном художественном музея имени В. В. Верещагина: «Сон в праздничную ночь» (укр. «Сон у святкову ніч») (1989, оргалит, темпера, лак, 45х60).

### Творчество
Главной темой творчества является тема Великой Отечественной войны. Работает в области станковой живописи, в жанре тематической картины, портрета, пейзажа. Принимал участие в создании детского городка «Сказка», ЮУАЕ[что?], Николаевского музея судостроения.

### Выставки
1983 — Киев. Республиканская выставка «На страже завоеваний социализма». «Дети войны. Письмо отцу. Год 1943» (140х110).
1985 — Киев. Республиканская выставка «Мир и молодежь». «Дети войны. Письмо с фронта» (145х130).
1983—1984 — Ленинград, Москва. Всесоюзные молодёжные выставки в залах Академии художеств.
1985 — Киев. Конкурс молодых художников на лучшую социально-политическую картину. «Стахановцы».
1984 — Областная выставка «40 лет освобождения Николаева».
1985 — Областная выставка «40 лет Победы».
1986 — Киев. Республиканская выставка «XXVII съезд КПСС и КП Украины».
1986 — Республиканская выставка «Живописная Украина», «Очаковский берег», «Сне в лимане».
1995 — Бельгия, Нидерланды, Люксембург, Франция. Международные выставки.
2001 — Киев. Дом художника. Отчетная выставка Николаевской организации СХ Украины.
2002 — Москва. Программа «Дни Украины в России».
2004, 2005 — Киев. Республиканская выставка ко дню художника.
2006 — Киев. Республиканская выставка «Рождественская».
2008 — Киев. Всеукраинская выставка ко дню художника. «Из цикла» (2004; 90х110)

### Публикации
- В. Погодин «Восьмая выставка произведений молодых художников» // Искусство. № 7. 1985.
- Н. Марченко «Подведение итогов и перспектива роста» // Изобразительное искусство. № 5. 1985.